# North End (Metropolitano de Londres)

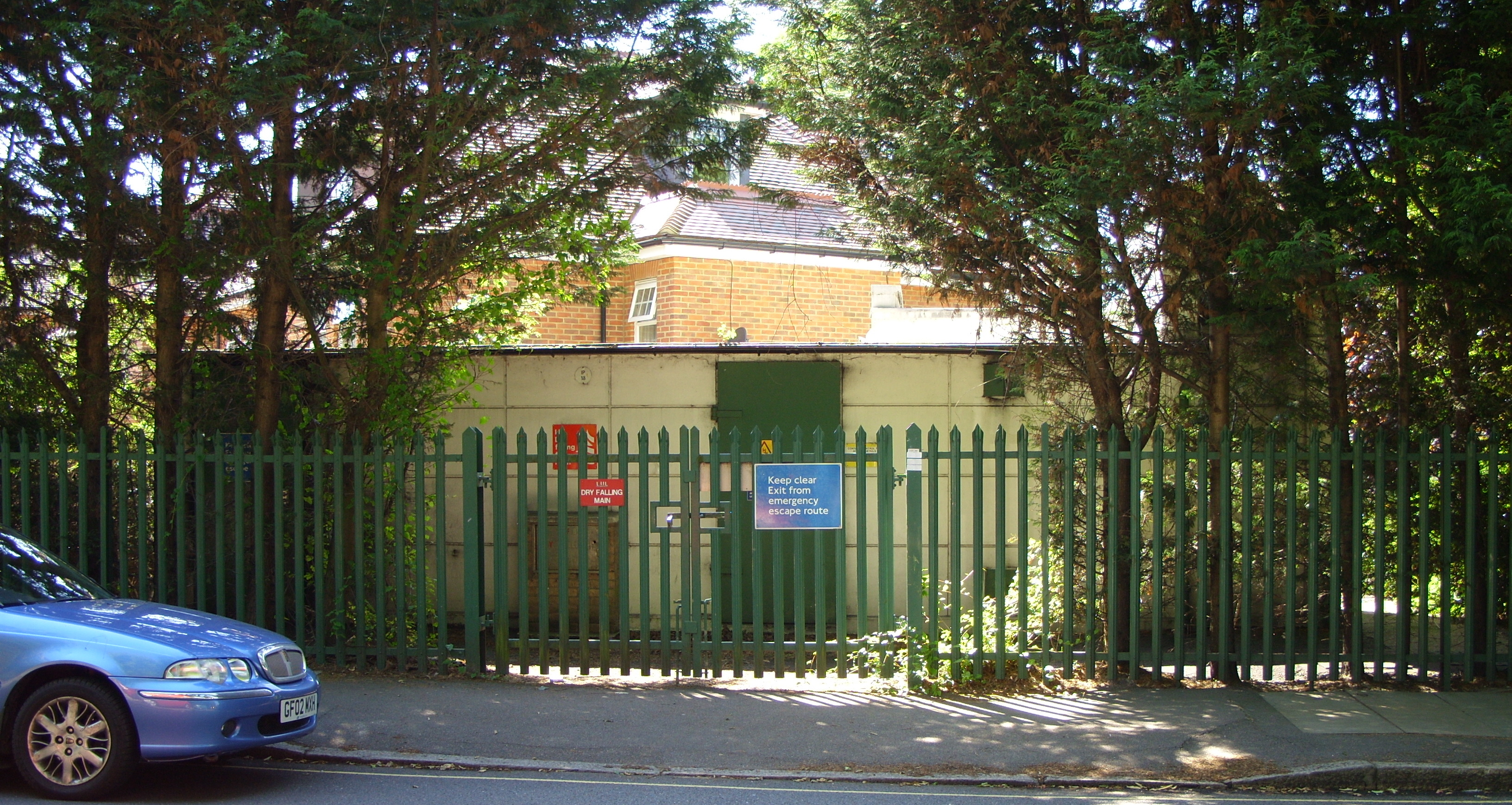

Estação North End é uma estação nunca aberta do metrô de Londres.
A estação pode ser parecida com a integração da estação Haxo, em Paris.